# Neolindbergia robusta
Neolindbergia robusta är en bladmossart som beskrevs av Hugh Neville Dixon 1935. Neolindbergia robusta ingår i släktet Neolindbergia och familjen Pterobryaceae. Inga underarter finns listade i Catalogue of Life.